# Quié
Quié ist eine französische Gemeinde mit 298 Einwohnern (Stand: 1. Januar 2022) im Département Ariège in der Region Okzitanien (vor 2016: Midi-Pyrénées). Sie gehört zum Arrondissement Foix und zum Gemeindeverband Pays de Tarascon. Die Bewohner nennen sich Quiétois.

## Geografie

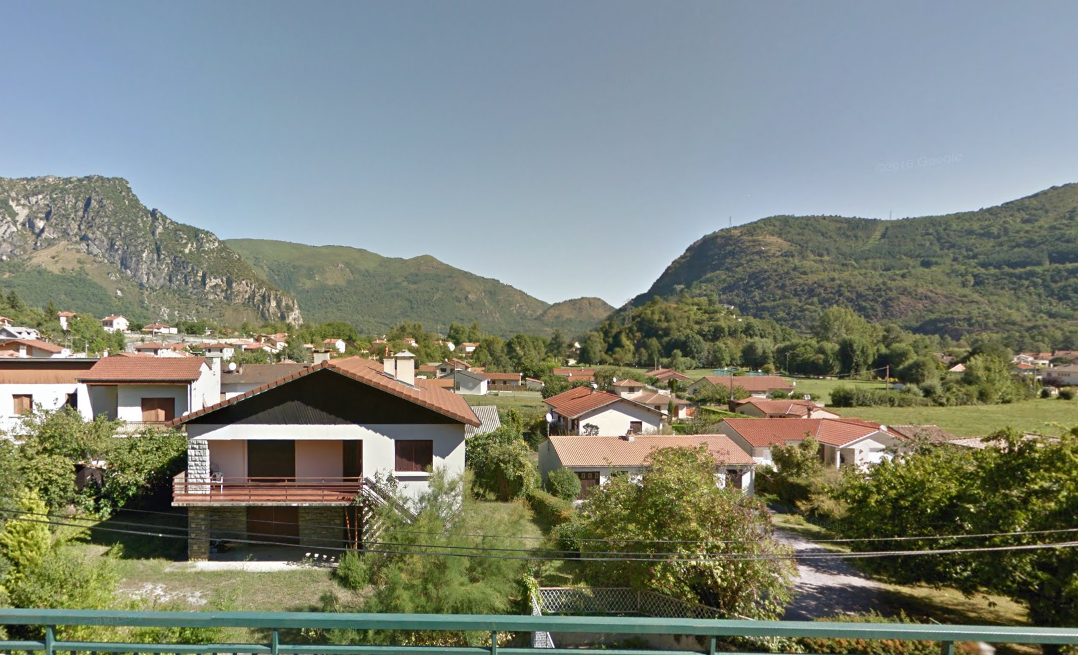
Blick auf Quié

Die Gemeinde Quié liegt etwa 15 Kilometer südlich von Foix im Regionalen Naturpark Pyrénées Ariégeoises. Quié schließt sich unmittelbar westlich an die Stadt Tarascon-sur-Ariège an und zieht sich am Hang eines bewaldeten Bergmassivs hinauf. Die Gipfel der Berge in Quié erreichen Höhen von über 900 Metern. Den höchsten Ort bildet im Westen der Gemeinde mit 1040 Höhenmetern ein Punkt am Hang des 1085 m hohen Cap de Lauzac. Im Südosten reicht die Gemeinde an das linke Ufer des Flusses Vicdessos heran, der sich tief in die von steilen Felsformationen geprägte Bergwelt eingegraben hat. Umgeben wird Quié von den Nachbargemeinden Tarascon-sur-Ariège im Nordwesten, Norden und Osten, Alliat im Süden sowie Génat im Südwesten.

## Bevölkerungsentwicklung
| Jahr      | 1962 | 1968 | 1975 | 1982 | 1990 | 1999 | 2010 | 2021 |
| --------- | ---- | ---- | ---- | ---- | ---- | ---- | ---- | ---- |
| Einwohner | 297  | 382  | 421  | 411  | 387  | 346  | 293  | 298  |

Im Jahr 1975 wurde mit 421 Bewohnern die bisher höchste Einwohnerzahl ermittelt. Die Zahlen basieren auf den Daten von cassini.ehess und INSEE.

## Sehenswürdigkeiten

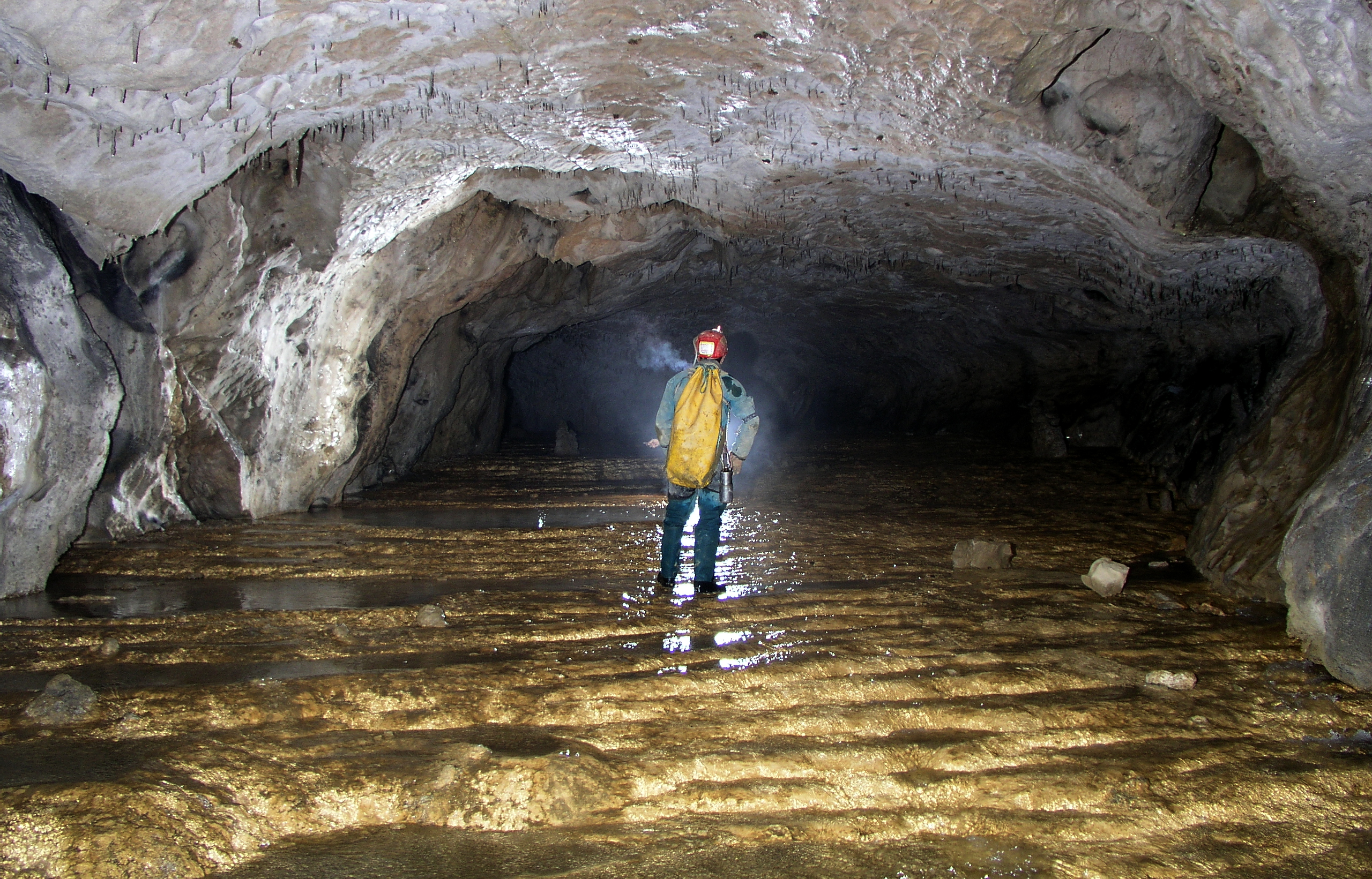
Höhlensystem Réseau de Sakany

In Quié gibt es keine Kirchen und keine Baudenkmale. Erwähnenswert ist das Höhlensystem Réseau de Sakany. Nur wenige Kilometer nördlich der von Touristen stark frequentierten Höhle von Niaux gelegen, ist das Gangsystem der Höhle in Quié sechs Kilometer lang und verteilt sich auf einen Rauminhalt von 170 × 150 × 150 m.

## Wirtschaft und Infrastruktur
Größter Arbeitgeber in der Gemeinde ist die Aluminiumhütte Sabart AERO TECH am Flussufer des Vicdessos. Der Grundstein zum Bau der Aluminiumfabrik wurde 1925 gelegt. Ab 1929 lief die Produktion von Aluminiumbarren verschiedenster Legierungen an. 2003 übernahm die kanadische Alcan-Gruppe das Unternehmen (heute Teil der Rio Tinto Alcan)
Nahe Quié endet die zweistreifig ausgebaute Route nationale 20 als Verlängerung der Autoroute A66 von Toulouse in Richtung Pyrenäen und Andorra. Die enge Verzahnung mit der Stadt Tarascon-sur-Ariège bietet eine gute Anbindung an das überregionale Verkehrsnetz. Der Bahnhof in Tarascon-sur-Ariège liegt an der Bahnlinie von Pamiers über Foix und Ax-les-Thermes ins spanische Puigcerdà.

## Belege
1. ↑  Quié auf cassini.ehess
2. ↑  Quié auf INSEE
3. ↑  Plan der Höhle von Quié, PDF-Datei
4. ↑  Präsentation der Sabart AERO TECH